# Thierschneck
Thierschneck là một đô thị thuộc huyện Saale-Holzland, trong bang Thüringen, Đức. Đô thị Thierschneck có diện tích 2,74 km².